# جدو (تگزاس)
جدو (به انگلیسی: Jeddo) یک منطقهٔ مسکونی در ایالات متحده آمریکا است که در شهرستان بستراپ، تگزاس واقع شده‌است. جدو ۱۴۱ متر بالاتر از سطح دریا واقع شده‌است.